# Volkskammerwahl 1967
- SED: 127
- FDGB: 68
- DBD: 52
- FDJ: 40
- DFD: 35
- KB: 22
- NDPD: 52
- LDPD: 52
- CDU: 52

Die Wahl zur Volkskammer der DDR 1967 war die Wahl zur 5. Volkskammer der DDR und fand am 2. Juli 1967 statt. Sie war eine Scheinwahl. Es konnte lediglich über die Einheitsliste der Nationalen Front abgestimmt werden. Die Wahl hatte auf die Stärke der Fraktionen keinen Einfluss. Deren Größe wurde im Voraus festgelegt. Das Wahlrecht der DDR erlaubte auf dem Papier die öffentliche Kontrolle der Wahlauszählung. In der Praxis fand dies aus Angst vor Repressionen nicht statt.
Aufgrund des Viermächte-Status der Stadt Berlin wurden die 66 Abgeordneten von Ost-Berlin indirekt durch den Magistrat von Ost-Berlin bestimmt.

## Wahlergebnis
Die Wahlbeteiligung lag nach offiziellen Angaben mit 11.208.016 abgegebenen Stimmen bei 11.341.729 registrierten Wählern bei 98,82 %. 2746 Stimmen wurden als ungültig gewertet. Damit wurden 99,93 % Zustimmung (11.197.265 Stimmen) zum Wahlvorschlag der Nationalen Front gezählt, 10.757 Personen oder 0,07 % hatten demnach gegen ihn gestimmt.
| Partei/Gruppe | Partei/Gruppe                               | Akronym | Sitze |
| ------------- | ------------------------------------------- | ------- | ----- |
|               | Sozialistische Einheitspartei Deutschlands  | SED     | 127   |
|               | Freier Deutscher Gewerkschaftsbund          | FDGB    | 68    |
|               | Christlich-Demokratische Union Deutschlands | CDU     | 52    |
|               | Liberal-Demokratische Partei Deutschlands   | LDPD    | 52    |
|               | Demokratische Bauernpartei Deutschlands     | DBD     | 52    |
|               | National-Demokratische Partei Deutschlands  | NDPD    | 52    |
|               | Freie Deutsche Jugend                       | FDJ     | 40    |
|               | Demokratischer Frauenbund Deutschlands      | DFD     | 35    |
|               | Kulturbund                                  | KB      | 22    |